# Raimais
Raimais (レイメイズ?, Reimeizu) è un videogioco arcade sviluppato e pubblicato dalla Taito nel 1988, sorta di mix tra rompicapo, azione e corse. La sua estrema difficoltà non ne fece un successo in sala giochi ed è rimasto negli anni a seguire semi sconosciuto. Tuttavia è stato convertito per il Famicom Disk System con il nome Yū Maze e, successivamente, inserito nella compilation del 2006 Taito Legends 2 (per PC, Xbox e PlayStation 2).

## Trama
Uno scienziato pazzo ha rapito il fratello maggiore dell'eroina protagonista Rika Midorikawa, ovvero Makoto, per compiere esperimenti scientifici su di lui. Per salvarlo ella dovrà ripulire i vari labirinti che incontrerà a bordo della sua moto futuristica Raimais.

## Modalità di gioco
Raimais è composto da un totale di trentadue livelli labirinteschi. Per terminarne uno si dovranno raccogliere delle sfere colorate sparse, facendo attenzione ai nemici presenti (altri veicoli futuristici), i quali quando vengono distrutti ricompariranno dopo poco e saranno sempre più agguerriti. Una volta prese si apriranno otto uscite e il giocatore potrà scegliere quale prendere per passare a quello successivo, e sarà una decisione che comporta diversi cambiamenti alla storia, come incontrare un livello più facile o difficile, raggiungere dei boss oppure completare il gioco con il "finale buono". Con il continuo proseguimento si incontreranno maggiori difficoltà, come le sfere grigie che per essere raccolte si dovrà passarci sopra più volte o punti del labirinto mobili, macchie d'olio che faranno scivolare la Raimais o mine che esploderanno subito dopo il passaggio. Infine si ha un tempo limite a disposizione, dopodiché appariranno dei buchi che la distruggeranno al solo contatto.
Di tanto in tanto raccogliendo le sfere appariranno delle icone bonus (simboleggiati con delle lettere), che se raccolti doneranno al giocatore dei vantaggi.

### Finali
Ci sono due conclusioni alternative per Raimais:
- Classico - Dove si termineranno tutti i trentadue livelli in maniera casuale.
- Buono - Per questo finale prima si dovranno eliminare tutti i boss intermedi (sono sette), poi giunti al trentaduesimo ed livello, ci sarà lo scontro con lo scienziato pazzo dove l'azione si trasformerà in una specie "hack and slash". Dopo averlo ucciso Rika e Makoto finalmente si riuniranno.

## Accoglienza
In Giappone, la rivista Game Machine elencò Raimais nel numero del 15 giugno 1988 come la undicesima unità arcade di maggior successo del mese.